# Preambuła

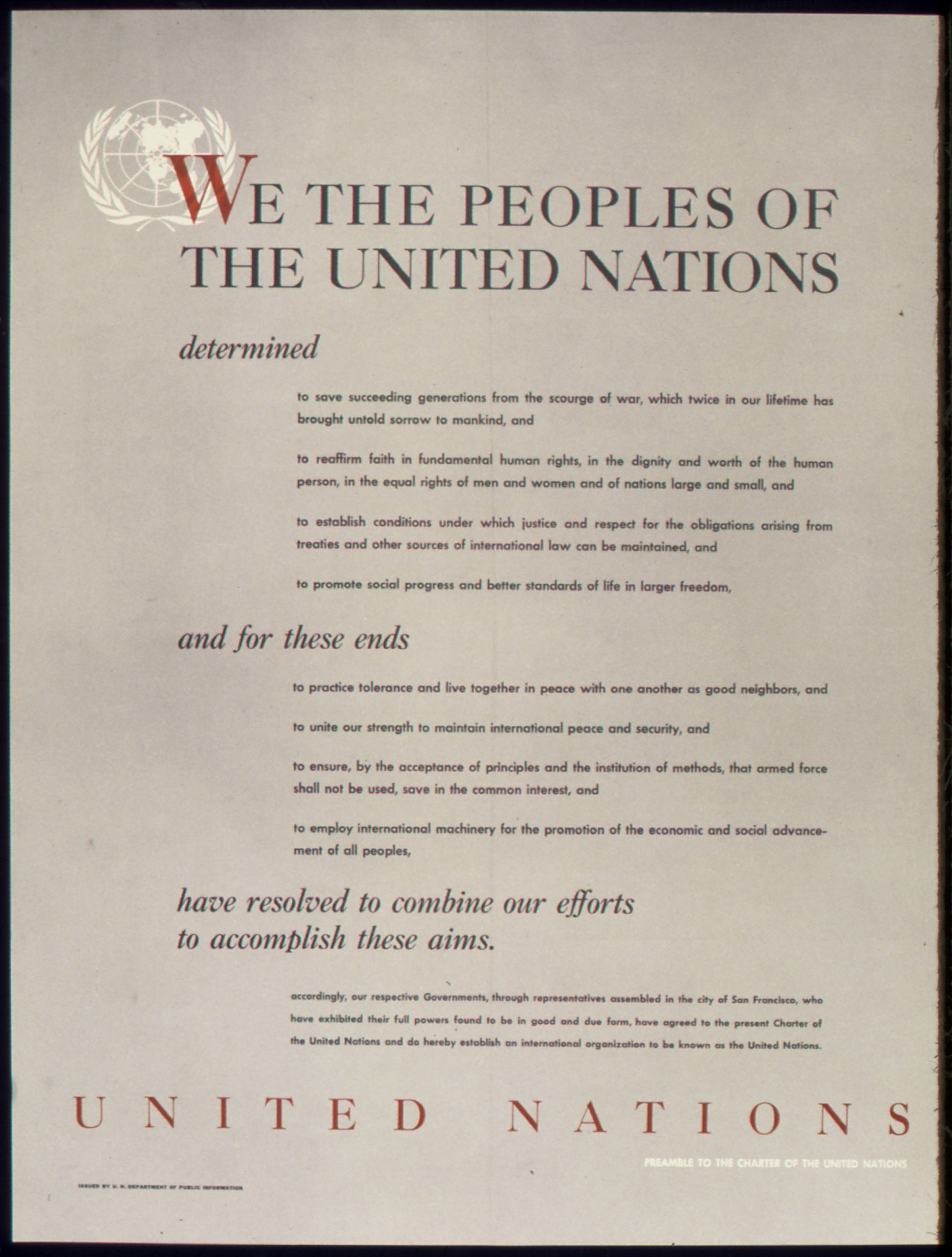
Preambuła Karty Narodów Zjednoczonych

Preambuła (łac. praeambulum, od praeambulare „iść wcześniej”) – wstęp do aktu prawnego, zwykle o istotnym znaczeniu politycznym (umowy międzynarodowe, konstytucje, rzadziej ustawy i akty niższego rzędu), opisujący okoliczności wydania aktu oraz określający cele, jakim powinien on służyć.
Przykładami mogą być preambuły do: Karty Narodów Zjednoczonych, Powszechnej Deklaracji Praw Człowieka, Konstytucji Rzeczypospolitej Polskiej czy Konstytucji Stanów Zjednoczonych, a także do ustawy o języku polskim.

## W Polsce
Formuła często używana w czasach PRL (np. preambuła do kodeksu pracy jako ideologiczna wykładnia normatywnego charakteru ustawy), dziś rzadziej stosowana przez ustawodawcę i zarezerwowana w szczególności dla aktów o szczególnym charakterze.
Istnieją dwa poglądy na temat jej znaczenia w akcie prawnym:
1. odmawiający preambule jakiegokolwiek znaczenia prawnego, oraz
2. uznający, że preambuła jest istotną częścią aktu normatywnego, i powinna być brana pod uwagę przy wykładni prawa. Do tego poglądu przychyla się większość prawników oraz Trybunał Konstytucyjny stwierdzając, że co prawda preambuła sama w sobie nie rodzi skutków prawnych dla adresatów aktu normatywnego, nie oznacza to jednak, że jest pozbawiona znaczenia normatywnego. (Wyrok z 11 maja 2007 roku (K2/07))[1]